# インターボロー・ラピッド・トランジット

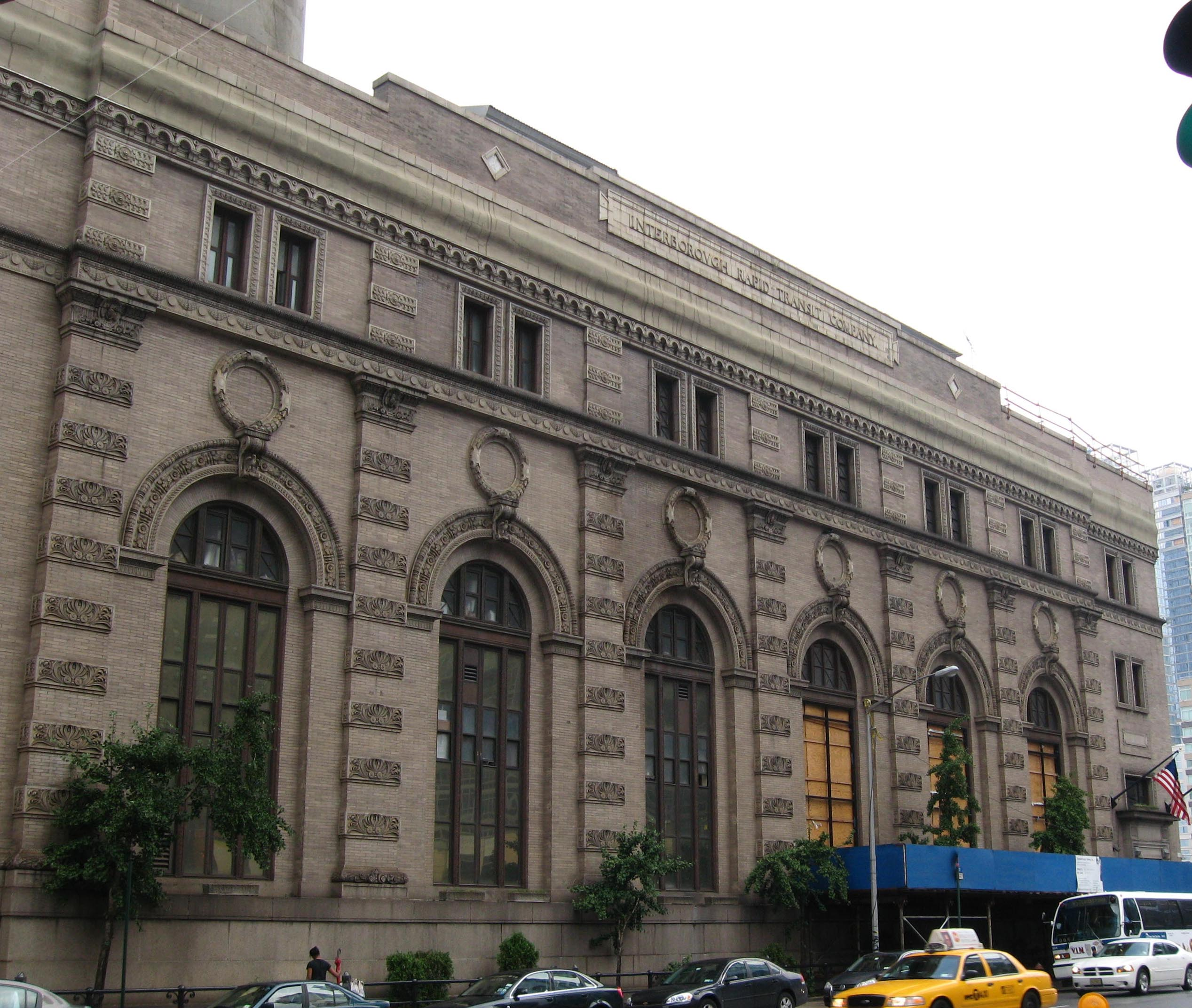
IRT発電所

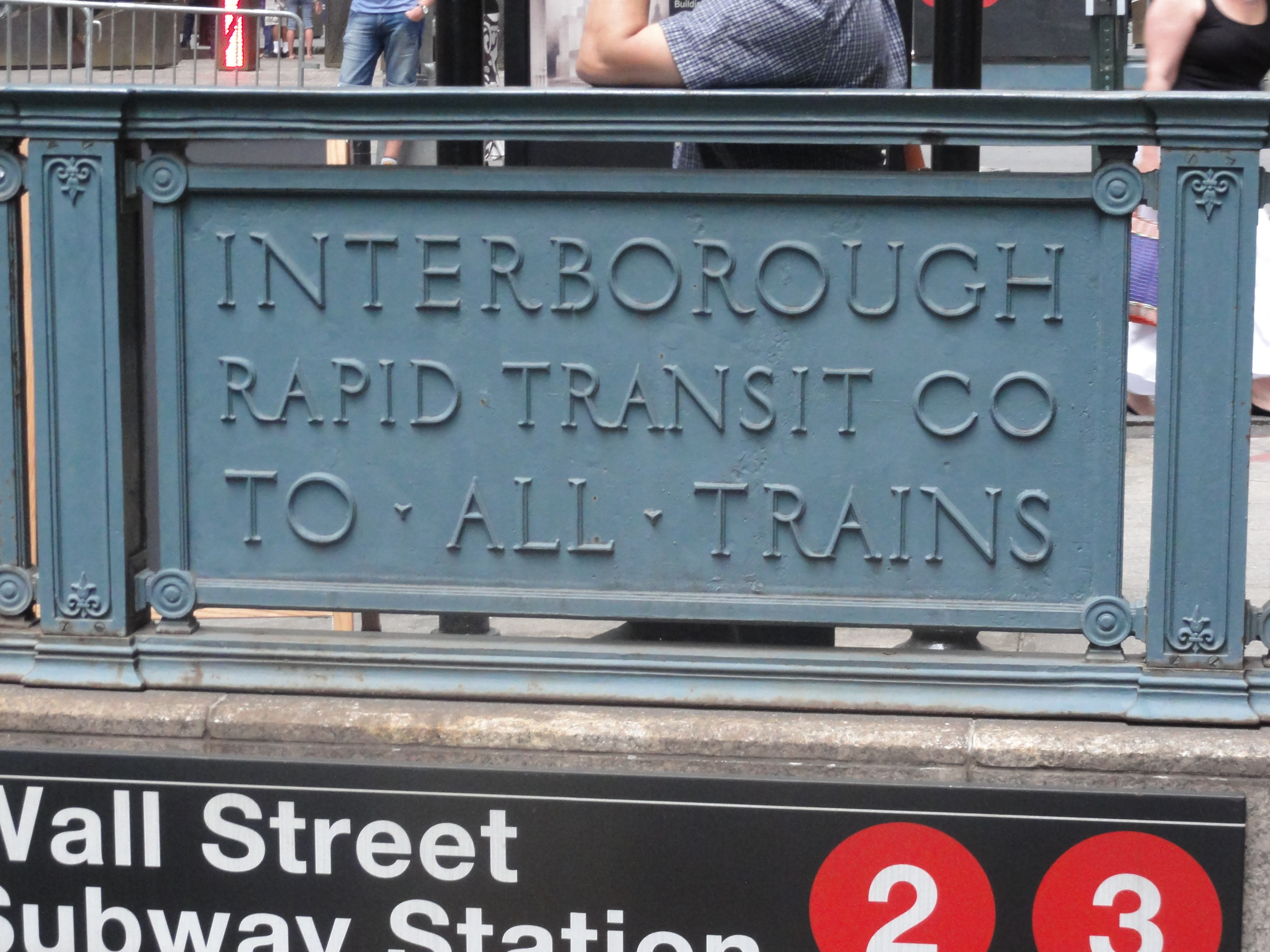
ウォール・ストリート駅に残る古いIRTの表示

インターボロー・ラピッド・トランジット（英語: Interborough Rapid Transit Company、略称IRT）は、1903年から1940年にかけてニューヨーク市で地下鉄、高架鉄道などの都市鉄道を運営していたアメリカ合衆国の鉄道会社。
1940年にニューヨーク市によって買収され、もう1つの民間鉄道事業者だったブルックリン・マンハッタン・トランジット (BMT) および市営の地下鉄事業者インディペンデント・サブウェイ・システムと統合され、ニューヨーク市地下鉄になった。かつてのIRTの路線群は、現在のニューヨーク市地下鉄において系統記号が数字で表される各路線となっており、AディビジョンあるいはIRTディビジョンと呼ばれている。

## 歴史
最初のIRTの地下鉄は、ブロードウェイの地下をシティ・ホール駅と145丁目駅の間に1904年10月27日に開通した。地下鉄と既存の高架鉄道網の間で利点を巡って、そしていくつもの提案経路を巡って、20年以上に渡る議論を経て開通したものであった。
オーガスト・ベルモント・ジュニアとジョン・マクドナルドのラピッド・トランジット・コンストラクション社がアンドリュー・オンダーロックよりも高い値段を付けて、1900年に鉄道路線建設権を獲得したことを受けて、ニューヨーク最初の地下鉄道網を建設するために、ベルモントが1902年5月6日にIRTを設立した:20–22。IRTの最初の地下鉄が開業するより1年以上前の1903年4月1日に、IRTは既存の高架鉄道であるマンハッタン鉄道をリースで傘下に収め、マンハッタンにおける都市鉄道の独占を確立した。マンハッタン鉄道は、マンハッタンにおいて4本の高架鉄道を運営しており、ブロンクス区にも伸びていた。IRTは、地下鉄と高架鉄道の間で一部の運行を調整して組み合わせたが、後にマンハッタン鉄道由来の路線網はすべて廃止された。
都市の大々的な拡大の結果、1913年にIRTはブルックリン・ラピッド・トランジットとの間で地下鉄網の拡大のためのデュアル・コントラクトに調印した:2–3。
IRTは、1940年6月12日に保有する資産と列車の運行をニューヨーク市に買収されて、民間企業としての機能を終えた。
こんにち、IRTの路線網はニューヨーク市地下鉄のAディビジョンとして運営されている。運営されている路線はマンハッタンで地下を走っており、例外はマンハッタンの北側でハーレムの125丁目駅付近の短い区間だけである。ブロンクスにおける路線網は、大部分が高架線で、一部が地下線、そして廃止となったニューヨーク・ウェストチェスター・アンド・ボストン鉄道から購入した線路敷を利用した地上走行区間があり、この区間は現在はIRTダイアー・アベニュー線となっている。ブルックリン区の路線は、地下を走り一部高架による延長線でニューロッツ・アベニュー駅へ達するもの、および地下のIRTノストランド・アベニュー線でフラットブッシュ・アベニュー-ブルックリン・カレッジ駅へ達するものがある。クイーンズ区を走る唯一の路線であるIRTフラッシング線は、ほとんど高架線であり、スタインウェイ・トンネルに入る一部とフラッシング-メイン・ストリート駅へ至る一部のみが地下である（IRTフラッシング線のマンハッタンの全区間は地下である）。IRT2番街線が廃止となった1942年以降、IRTフラッシング線は他のIRTの路線と線路が接続されていない。IRTフラッシング線は、クイーンズボロ・プラザ駅の上層階でBMTアストリア線を通じて他の地下鉄網につながっている。

## 路線

### IRT時代の建設

#### ブロンクスおよびマンハッタン
主要路線は以下の通り。
- IRTレキシントン・アベニュー線（4  5  6  <6> 系統の列車）、パーク・アベニューおよびレキシントン・アベニューの地下、およびラファイエット通りとブロードウェイの地下
- IRTブロードウェイ-7番街線（1  2  3  系統の列車）、ブロードウェイの地下あるいは高架、7番街の地下、ヴァリック通り、ウェスト・ブロードウェイ
- IRTフラッシング線（7  <7> 系統の列車）、41丁目、42丁目の地下
- 42丁目シャトル（S  系統の列車）、42丁目の地下

支線は以下の通り。
- IRTレノックス・アベニュー線（2  3  系統の列車）、レノックス・アベニューおよびセントラル・パークの地下
- IRTホワイト・プレーンズ・ロード線（2  5  系統の列車）、イースト149丁目地下およびホワイトチェスター・アベニュー、サザン・ブールバード、ボストン・ロードおよびホワイト・プレーンズ・ロード上の高架
- IRTペラム線（6  <6> 系統の列車）、イースト138丁目およびサザン・ブールバード地下、およびウェストチェスター・アベニュー上高架
- IRTジェローム・アベニュー線（4  系統の列車）、グランド・コンコース地下、リバー・アベニューおよびジェローム・アベニュー上高架

#### ブルックリンおよびクイーンズ
IRTが建設したブルックリンの路線は3本ある。
- IRTイースタン・パークウェイ線（2  3  4  5  系統の列車）、フルトン・ストリート、フラットブッシュ・アベニューおよびイースタン・パークウェイ地下
- IRTニューロッツ線（2  3  4  5  系統の列車）、イースト98丁目およびリボニア・アベニュー上高架
- IRTノストランド・アベニュー線（2  5  系統の列車）、ノストランド・アベニュー地下

クイーンズにおける唯一の路線はIRTフラッシング線（7  <7> 系統の列車）で、50丁目地下およびクイーンズ・ブールバード、ルーズベルト・アベニュー上高架

#### イースト川・ハーレム川横断
イースト川・ハーレム川の横断を南から北へ順に示す。
- ジョレールモン・ストリート・トンネル（4  5  系統の列車）
- クラーク・ストリート・トンネル（2  3  系統の列車）
- スタインウェイ・トンネル（7  <7> 系統の列車）
- レキシントン・アベニュー・トンネル（4  5  6  <6> 系統の列車）
- 149丁目トンネル（2  系統の列車）
- ブロードウェイ橋（1  系統の列車）

### 1940年以降
- IRTダイアー・アベニュー線（5  系統の列車）、旧ニューヨーク・ウェストチェスター・アンド・ボストン鉄道（英語版）の線路敷を利用して1941年に開通
- IRTフラッシング線、1949年10月16日にBMTとIRTの間での共同運行契約が終了し、フラッシング線はIRT側の担当となって、BMTアストリア線はプラットホームを削ってBMT側の運行専用となった
- IRTレノックス・アベニュー線のハーレム-148丁目駅への延長（2  3  系統の列車）、149丁目に平面交差を伴う、1968年
- IRTブロードウェイ-7番街線のサウス・フェリー駅の新しい島式ホームへの連絡線、2009年3月16日に開通
- IRTフラッシング線の34丁目-ハドソン・ヤード駅延伸（7 <7> 系統の列車）、41丁目と11番街の地下、2015年9月13日開業